# Selce, Pivka
Selce so naselje v Občini Pivka.